# Lampman
Lampman är en ort i Kanada.   Den ligger i provinsen Saskatchewan, i den sydöstra delen av landet, 2 100 km väster om huvudstaden Ottawa. Lampman ligger 591 meter över havet och antalet invånare är 735.
Terrängen runt Lampman är mycket platt. Trakten runt Lampman är nära nog obefolkad, med mindre än två invånare per kvadratkilometer.. Det finns inga andra samhällen i närheten.
Trakten runt Lampman består till största delen av jordbruksmark.